# Fussballclub Wangen bei Olten 1930
Il Fussballclub Wangen bei Olten 1930 è una società calcistica svizzera, con sede a Wangen bei Olten, nel Canton Soletta. Vanta una partecipazione alla Nationalliga B, stagione 2000-2001. Milita nella Seconda Lega interregionale, quinta serie del campionato svizzero di calcio.

## Cronistoria[2]
- 1930: Il 12 aprile viene fondata la società
- 1946: Iscrizione al campionato di Quarta Lega
- 1947: Creazione seconda squadra (iscritta in Quinta Lega). Creazione settore giovanile
- 1953: Promozione in Terza Lega
- 1955: Promozione in Seconda Lega
- 1963: Retrocessione in Terza Lega
- 1965: Promozione in Seconda Lega
- 1978: Retrocessione in Terza Lega
- 1981: Promozione in Seconda Lega
- 1991: Promozione in Prima Lega
- 1992: Retrocessione in Seconda Lega
- 1993: Promozione in Prima Lega
- 1994: Retrocessione in Seconda Lega
- 1997: Promozione in Prima Lega
- 2000: Promozione in Nationalliga B
- 2001: Retrocessione in Prima Lega
- 2014: 1ª Lega

## Palmarès

### Competizioni nazionali
- 1ª Lega: 1

1999-2000